# Ceropegia zeyheri
Ceropegia zeyheri är en oleanderväxtart som beskrevs av Rudolf Schlechter. Ceropegia zeyheri ingår i släktet Ceropegia och familjen oleanderväxter. Inga underarter finns listade i Catalogue of Life.